# Публий Деций Муз (консул 340 пр.н.е.)
Вижте пояснителната страница за други личности с името Публий Деций Муз.
Публий Деций Муз (на латински: Publius Decius Mus) e римски политик и първият от неговата фамилия, който става консул през 340 пр.н.е.; народен герой.
Той е син на Квинт, от плебейския род Деции.
През 352 пр.н.е. той е в банкова комисия (quinqueviri mensarum) за борба против задълженията на народа. През 343 пр.н.е. е военен трибун с Марк Валерий Корв и участва в първата самнитска война. Той спасява обкръжена римска войска от 1600 души, след което е честван като народен герой.
През 340 пр.н.е. той е избран за консул с колега Тит Манлий Империоз Торкват и участва във втората латинска война срещу латините.
Той става прочут чрез саможертвата си за Рим (Devotio) в битката при Везувий. Неговият син и внук със същото име също се саможертват по-късно през 295 и 279 пр.н.е.